# Гай Попілій Кар Педон
Гай Попілій Кар Педон (лат. Gaius Popilius Carus Pedo; ? — після 147) — державний і військовий діяч часів Римської імперії, консул-суффект 147 року.

## Життєпис
Походив з плебейського роду Попіліїв Карів. Про батьків нічого невідомо. Можливо походив з міста Тібур. Спочатку отримав посаду децемвіра з цивільних справ (decemvir stlitibus iudicandis). Згодом продовжив службу як військовий трибун III Кіренаїкського легіону, у складі якого в 132—136 роках звитяжив під час придушення юдейського повстання на чолі із Симоном Бар-Кохбою.
Протягом 137—142 років обіймав посади квестора, народного трибуна і претора. У 144 році призначено куратором за шляхи вія Аврелія — в Італії, Тріумфальної дороги та віа Корнелія в Римі. У 146 році призначено префектом ерарія Сатурна, який відповідав за сенатську скарбницю.
У 147 році став консулом-суффектом разом з Секстом Кокцеєм Северіаном Гоноріном. У 150 році призначено відповідальним за приватну забудову в Римі (curator operum publicorum). Увійшов до колегії септемвірів епулонів, а згодом солдалів Адріана, що свідчить про належність до нобілів.
У 151—155 роках як імператорський легат-пропретор керував провінцією Верхня Германія. Просунув кордон з германцями на 30 миль на схід від північної частини оборонних укріплень римлян. Після цього побудував нові укріплення в районі Декуматських полів (між сучасними німецькими містами Валдюрф і Хагхоф). Стіна з укріпленнями тягнулися на 81 км, проходячи горами, долинами і річками, являла собою ідеальну пряму лінію.
У 161—162 роках за дорученням імператорів Марка Аврелія і Луція Вера здійснив перепис (ценз) в провінції Лугдунська Галлія. У 162 році призначено проконсулом до провінції Азії, якою керував до 164 року. Подальша доля невідома.

## Родина
- Попілій Педон